# Tapinoma gibbosum
Tapinoma gibbosum este o specie de furnici din genul Tapinoma. Descrisă de Stitz în 1933, specia este endemică în Brazilia.